# バーラト・ラトナ賞

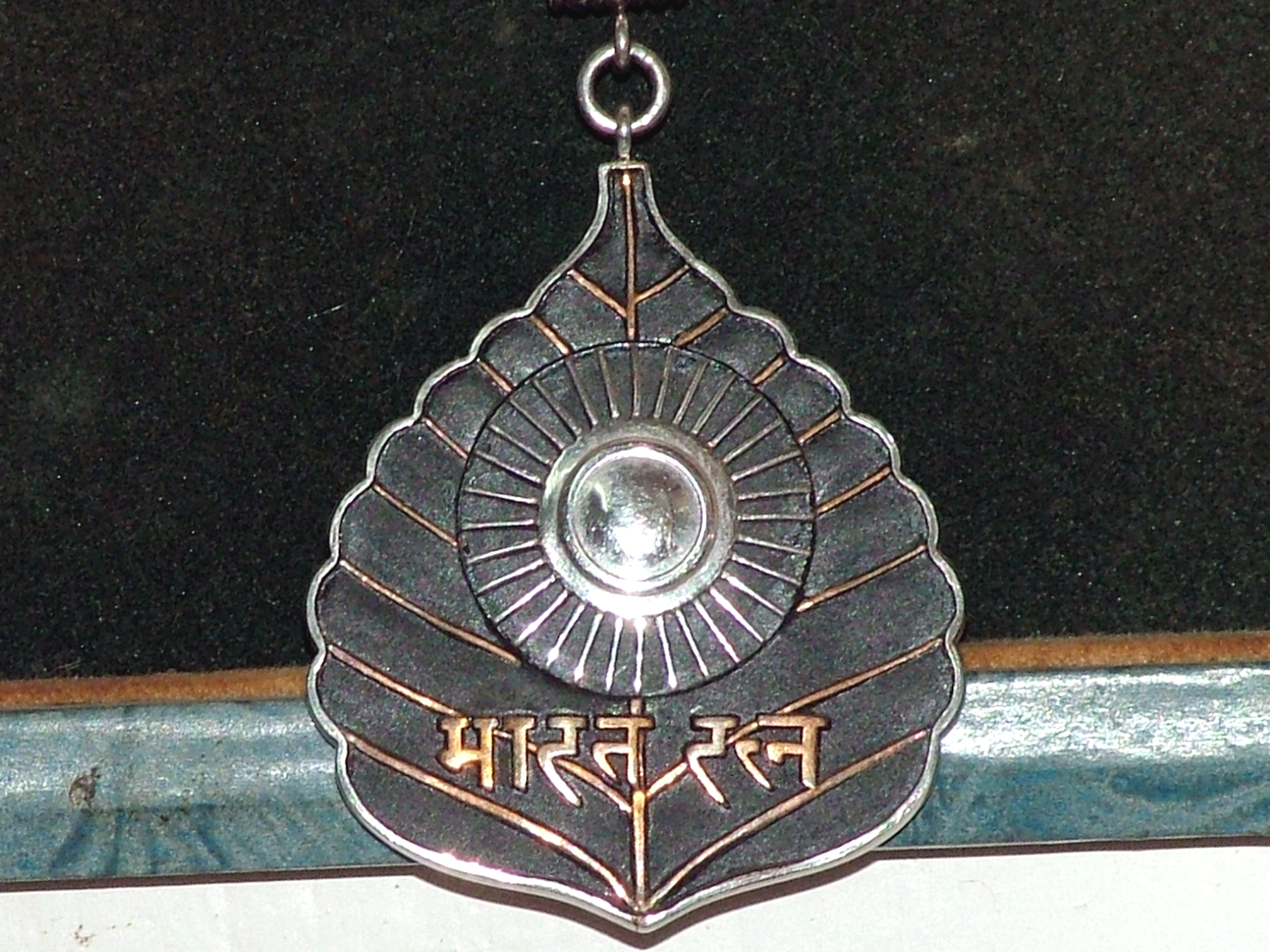
インドボダイジュの葉の中心に太陽とデーヴァナーガリー語で「バーラト・ラトナ」と記載されたメダル

バーラト・ラトナ賞 （ヒンディー語: भारत रत्‍न, ヒンディー語発音: [bʰaːrt̪ rt̪ n]; 「インドの宝」の意）とは、インドにおいて民間人を讃える褒章としては最高の栄典である。
1954年1月2日に創設され、人種、職業、地位、性別の区別なく「最も優れた功績／実績が認められる」人物に授与される。賞の選考資格は、「芸術、文学、科学、社会奉仕の成果」に限定されていたが、政府は2011年12月に「人間が試みる多くの分野」を含むと基準を拡大した。
この賞は、毎年インドの首相と大統領によって、最大3名に授与が行われる。受賞者は大統領による署名がなされた表彰状と、インドボダイジュの葉型のメダルが贈られる。この賞に報奨金は付随しない。この賞の授与によって、式典の席次ランクが7位となるが、この賞の称号の使用は法律上禁止されている。

## 近年の受賞者

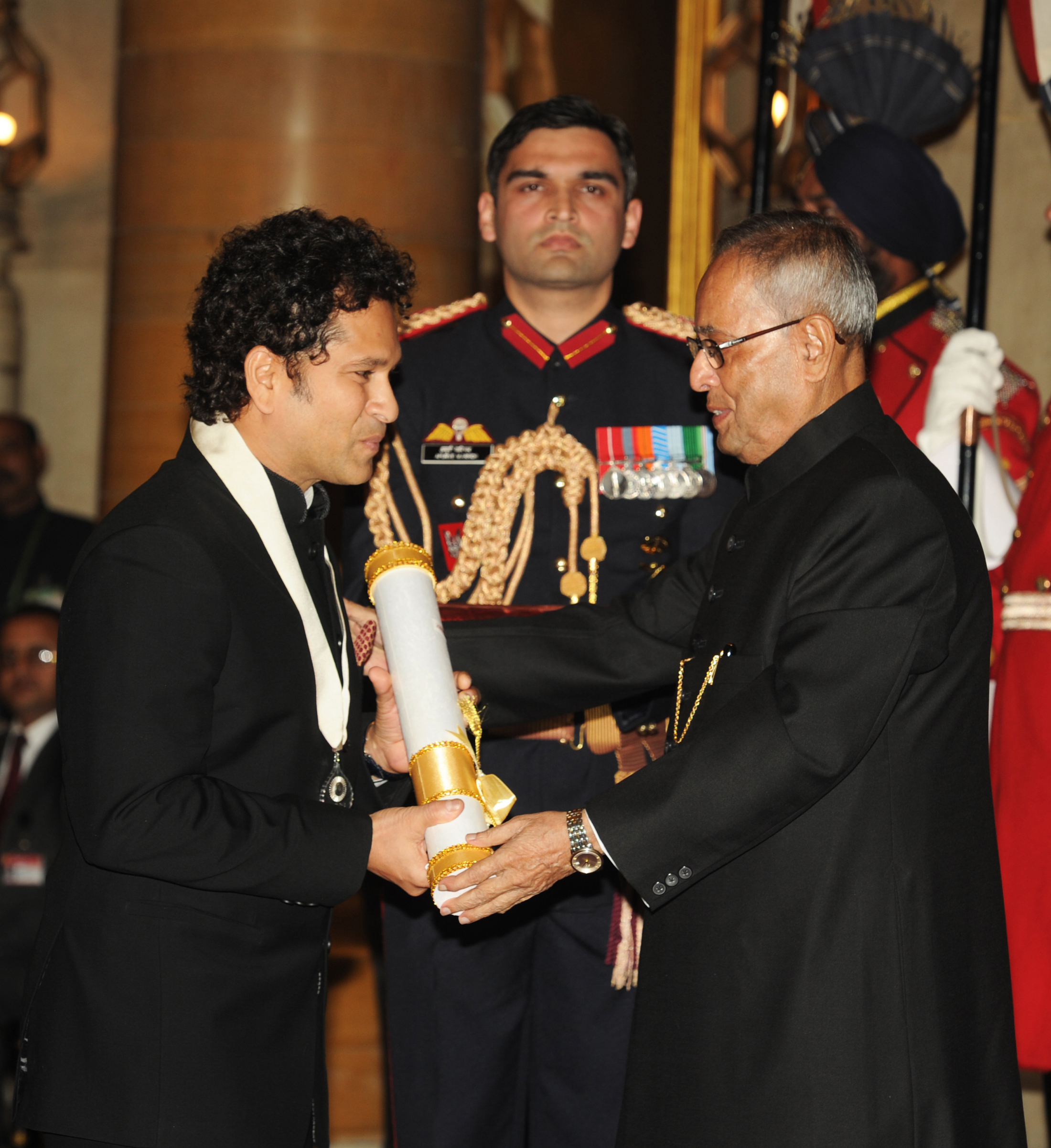
ムカルジー大統領からバーラト・ラトナ賞を授与されるサチン・テンドルカール。スポーツ出身の人物として初の受賞者となった。2014年2月、インド大統領官邸のラシュトラパティ・バワンにて。

- 1980年：マザー・テレサ - 修道女・聖人
- 1999年：アマルティア・セン - 経済学者
- 2001年：ラタ・マンゲシュカル - 歌手
- 2001年：ビスミッラー・カーン（英語版） - 奏者
- 2009年：ビームセーン・ジョーシー（英語版） - 声楽家
- 2013年：チンターマニー・ラーオ - 化学者
- 2014年：サチン・テンドルカール - クリケット選手